# Giovanni Merizzi
Giovanni Merizzi (Sondrio, 1º ottobre 1864 – Sondrio, 12 ottobre 1941) è stato un politico italiano deputato per il Partito Popolare Italiano.

## Biografia
Figlio di Giovanni Battista Merizzi (presidente del Consiglio provinciale di Sondrio dal 1863 al 1884), si laureò in giurisprudenza a Napoli nel 1886 e divenne avvocato come il padre.
Fu inizialmente, fino al 1911, militante liberale, ma nel 1919 fu invece tra i fondatori a Sondrio del Partito Popolare Italiano, con cui fu eletto deputato alle elezioni del 1919 (e sarà poi confermato a quelle del 1921 e a quelle del 1924).
Fu inoltre anch'egli, come il padre, presidente del Consiglio provinciale di Sondrio dal 1920 al 1923.
In occasione dell'approvazione della legge Acerbo, il 21 luglio 1923, in cui il gruppo parlamentare popolare scelse, per 41 voti a 39, di astenersi, Merizzi contravvenne alla disciplina di gruppo e fu l'unico popolare a votare contro.
Rieletto deputato alle elezioni del 1924, fu tra i deputati che aderirono alla secessione dell'Aventino, e fu pertanto dichiarato decaduto dalla carica di deputato il 9 novembre 1926.
Anche il nipote Guido Merizzi è stato in seguito deputato dal 1953 al 1958 per il Partito Socialista Italiano.